# Солянка (Тюменская область)
Солянка — деревня в Уватском районе Тюменской области, административный центр Юровского сельского поселения.

## География
Находится на правом берегу Иртыша на расстоянии примерно 31 километр на север от районного центра села Уват.

## Климат
Климат с продолжительной и холодной зимой с сильными ветрами и метелями, непродолжительным теплым летом, короткими переходными весенним и осенним сезонами. Среднемесячные значения изменяются от минус 22,0-19,2°С в январе до плюс 16,9-17,6°С в июле; при этом средняя температура зимних месяцев составляет минус 17,7-20,6°С, летних — плюс 14,6-15,6°С. Среднегодовое количество осадков составляет 559—676 мм, однако сезонное распределение их крайне неравномерно. Основная масса осадков наблюдается в теплый период года (с апреля по октябрь) при максимуме в июле-августе (77-82 мм). Устойчивый снежный покров образуется в среднем в конце октября, при этом сроки его появления и образования из года в год сильно колеблются в зависимости от характера погоды в предзимний период. Число дней с устойчивым снежным покровом составляет 185—189 дней. Максимальная высота снежного покрова на защищенных участках может принимать значения 98-129 см.

## История
Деревня известна с 1795 года. В 1926 учтено 272 жителя.

## Население
Постоянное население составляло 308 человек в 2002 году (94 % русские), 316 человек в 2010 году.

## Инфраструктура
Есть основная общеобразовательная школа с детским садом, спорт зал (в приспособленном помещении), спортплощадка, футбольное поле, дом культуры, фельдшерско — акушерский пункт с аптечным пунктом, библиотека, почтовое отделение.